# 科爾皮季夫
50°35′38″N 24°45′31″E / 50.59389°N 24.75861°E
科爾皮季夫（烏克蘭語：Колпитів），是烏克蘭的村落，位於該國西部沃倫州，由沃洛德米爾區負責管轄，始建於1545年，面積2.86平方公里，海拔高度218米，2001年人口611，人口密度每平方公里213.56人。